# Dallas, Oregon
Dallas är en stad i den amerikanska delstaten Oregon med en yta av 11,5 km² och en folkmängd, som uppgår till 12 459 invånare (2000). Dallas är administrativ huvudort i Polk County.

## Kända personer från Dallas
- Mark Hatfield, politiker, guvernör i Oregon 1959–1967, senator 1967–1997
- Johnnie Ray, sångare